# Andrés Guglielminpietro
Andrés Guglielminpietro (San Nicolás, Buenos Aires, 10 de abril de 1974), llamado Guly, es un exfutbolista y entrenador argentino.
Se inició en Gimnasia y Esgrima La Plata. Fue ayudante de campo de Nelson Vivas en Quilmes. Antes lo había hecho junto al Cholo Simeone en Estudiantes de La Plata y River Plate.

## Trayectoria
Surgió de la cantera del club SOMISA (al igual que Leo Franco) de San Nicolás de los Arroyos. Luego recaló en Renato Cesarini, e hizo un pequeño paso por el Club Centro Fomento Los Hornos, en la ciudad de La Plata, en esta misma ciudad continuaría su carrera luego pasar a Gimnasia y Esgrima La Plata. Comenzó como centrodelantero hasta que Carlos Timoteo Griguol lo probó como mediocampista por la derecha. En ese puesto se consolidó y su gran nivel lo llevó al fútbol europeo, nada menos que al AC Milan.
Tras ocho años de experiencia en el Viejo Continente, en Boca Juniors y en los Emiratos Árabes Unidos, regresó a Gimnasia y Esgrima La Plata en enero de 2006. Sin embargo, debido a la mala campaña del conjunto platense y a una discusión con Pedro Troglio, que dirigía al equipo, decidió retirarse de la actividad en enero de 2007, a los 32 años.
En enero de 2011 se anunció su retorno a la actividad para jugar en el Torneo Argentino "C" de la mano del Club del Acuerdo de San Nicolás por unos meses.

### Como entrenador
| Club                  | País                 | Año                  | PJ | PG | PE | PP | GF | GC | DG | EF%    |
| --------------------- | -------------------- | -------------------- | -- | -- | -- | -- | -- | -- | -- | ------ |
| Douglas Haig          | Argentina            | 2014-2015            | 57 | 17 | 20 | 20 | 63 | 68 | -5 | 41.52% |
| Nueva Chicago         | Argentina            | 2016                 | 10 | 3  | 3  | 4  | 13 | 13 | 0  | 40%    |
| Central Córdoba (SdE) | Argentina            | 2016                 | 10 | 3  | 1  | 6  | 12 | 11 | +1 | 33.33% |
| Total en sus equipos  | Total en sus equipos | Total en sus equipos | 77 | 23 | 24 | 30 | 88 | 92 | -4 | 40.26% |

## Selección nacional
Guglielminpietro debutó en la selección nacional el 31 de marzo de 1999 en un empate 1-1 contra Países Bajos en Ámsterdam. Ingresó en el entretiempo en reemplazo de Ortega, pero, de manera inédita, el director técnico de la selección argentina, Marcelo Bielsa, lo reemplazaría a su vez a él por Hernán Crespo 30 minutos después. Ese mismo año fue convocado para disputar la Copa América que se disputó en Paraguay.

### Participaciones en Copa América
| Copa América      | Sede     | Resultado        | Partidos | Part. titular | Goles |
| ----------------- | -------- | ---------------- | -------- | ------------- | ----- |
| Copa América 1999 | Paraguay | Cuartos de final | 2        | 0             | 0     |

### Estadísticas
| Selección de Argentina | Amistosos    | 4 | 0 |
| Selección de Argentina | Copa América | 2 | 0 |
| Selección de Argentina | Total        | 6 | 0 |

### Partidos en Selección Nacional
La siguiente tabla detalla los encuentros disputados por Guglieminpietro en la selección Argentina absoluta.
| \| \| Fecha \| Lugar \| Resultado \| Sel. rival \| Competencia \| \| \| - \| --------------------- \| -------------------------------------------------------------------- \| --------- \| -------------- \| ----------------- \| ------- \| \| 1 \| 31 de marzo de 1999 \| Ámsterdam Arena, Ámsterdam, Países Bajos \| 1:1 \| Países Bajos \| Amistoso \| 46' 82' \| \| 2 \| 9 de junio de 1999 \| Soldier Field, Chicago, Estados Unidos \| 2:2 \| México \| Amistoso \| 46' \| \| 3 \| 13 de junio de 1999 \| Robert F. Kennedy Memorial Stadium, Washington D. C., Estados Unidos \| 0:1 \| Estados Unidos \| Amistoso \| \| \| 4 \| 1 de julio de 1999 \| Estadio Feliciano Cáceres, Luque, Paraguay \| 3:1 \| Ecuador \| Copa América 1999 \| 67' \| \| 5 \| 4 de julio de 1999 \| Estadio Feliciano Cáceres, Luque, Paraguay \| 0:3 \| Colombia \| Copa América 1999 \| 68' \| \| 6 \| 28 de octubre de 1999 \| Estadio Chateau Carreras, Córdoba, Argentina \| 2:1 \| Colombia \| Amistoso \| 66' \| |                       |                                                                      |           |                |                   |         |
| | Fecha                 | Lugar                                                                | Resultado | Sel. rival     | Competencia       |         |
| 1 | 31 de marzo de 1999   | Ámsterdam Arena, Ámsterdam, Países Bajos                             | 1:1       | Países Bajos   | Amistoso          | 46' 82' |
| 2 | 9 de junio de 1999    | Soldier Field, Chicago, Estados Unidos                               | 2:2       | México         | Amistoso          | 46'     |
| 3 | 13 de junio de 1999   | Robert F. Kennedy Memorial Stadium, Washington D. C., Estados Unidos | 0:1       | Estados Unidos | Amistoso          |         |
| 4 | 1 de julio de 1999    | Estadio Feliciano Cáceres, Luque, Paraguay                           | 3:1       | Ecuador        | Copa América 1999 | 67'     |
| 5 | 4 de julio de 1999    | Estadio Feliciano Cáceres, Luque, Paraguay                           | 0:3       | Colombia       | Copa América 1999 | 68'     |
| 6 | 28 de octubre de 1999 | Estadio Chateau Carreras, Córdoba, Argentina                         | 2:1       | Colombia       | Amistoso          | 66'     |

## Estadísticas

### En clubes
| Gimnasia y Esgrima LP Argentina | 1.ª                 | 1994-95             | 10  | 2  | —  | — | —  | — | 10  | 2  | 0.20 |
| Gimnasia y Esgrima LP Argentina | 1.ª                 | 1995-96             | 26  | 1  | —  | — | 2  | 1 | 28  | 2  | 0.07 |
| Gimnasia y Esgrima LP Argentina | 1.ª                 | 1996-97             | 32  | 4  | —  | — | —  | — | 32  | 4  | 0.13 |
| Gimnasia y Esgrima LP Argentina | 1.ª                 | 1997-98             | 38  | 14 | —  | — | —  | — | 38  | 14 | 0.37 |
| AC Milan · Italia | 1.ª                 | 1998-99             | 21  | 4  | 2  | 0 | —  | — | 23  | 4  | 0.17 |
| AC Milan · Italia | 1.ª                 | 1999-00             | 23  | 1  | 5  | 3 | 5  | 0 | 33  | 4  | 0.12 |
| AC Milan · Italia | 1.ª                 | 2000-01             | 13  | 1  | 3  | 2 | 6  | 0 | 22  | 3  | 0.14 |
| AC Milan · Italia | Total club          | Total club          | 57  | 6  | 10 | 5 | 11 | 0 | 78  | 11 | 0.14 |
| Inter de Milán · Italia | 1.ª                 | 2001-02             | 23  | 0  | 2  | 0 | 8  | 1 | 33  | 1  | 0.03 |
| Inter de Milán · Italia | 1.ª                 | 2002-03             | 7   | 0  | 2  | 0 | 6  | 0 | 15  | 0  | 0,00 |
| Inter de Milán · Italia | Total club          | Total club          | 30  | 0  | 4  | 0 | 14 | 1 | 48  | 1  | 0.02 |
| Bologna FC · Italia | 1.ª                 | 2003-04             | 18  | 2  | 3  | 0 | —  | — | 21  | 2  | 0.19 |
| Boca Juniors Argentina | 1.ª                 | 2004-05             | 24  | 6  | —  | — | 17 | 5 | 41  | 11 | 0.27 |
| Al-Nasr · Emiratos Árabes Unidos | 1.ª                 | 2005-06             | 9   | 4  | —  | — | —  | — | 9   | 4  | 0.44 |
| Gimnasia y Esgrima LP Argentina | 1.ª                 | 2006                | 10  | 1  | —  | — | 4  | 0 | 14  | 1  | 0.07 |
| Gimnasia y Esgrima LP Argentina | Total club          | Total club          | 116 | 22 | 0  | 0 | 6  | 1 | 122 | 23 | 0.19 |
| Total en su carrera | Total en su carrera | Total en su carrera | 254 | 40 | 17 | 5 | 48 | 7 | 319 | 52 | 0.16 |
| (1) Incluye datos de Desempate por la clasificación a la Copa Libertadores (1995-96). (2) Incluye datos de Copa Italia / Supercopa de Italia (1998-04). (3) Incluye datos de Copa Conmebol (1995); Liga de Campeones de la UEFA (1999-03); Copa de la UEFA (2002-03); Recopa Sudamericana (2004); Copa Sudamericana (2004-06) y Copa Libertadores de América (2005). (4) Media de goles por encuentro. No incluye goles en partidos amistosos. |                     |                     |     |    |    |   |    |   |     |    |      |

### En selección
| Selección        | Temporada     | Amistosos | Amistosos | Sudamérica | Sudamérica | Mundial | Mundial | Total | Total | Media goleadora |
| Selección        | Temporada     | Part.     | Goles     | Part.      | Goles      | Part.   | Goles   | Part. | Goles | Media goleadora |
| ---------------- | ------------- | --------- | --------- | ---------- | ---------- | ------- | ------- | ----- | ----- | --------------- |
| Adulta Argentina | 1999          | 4         | 0         | 2          | 0          | —       | —       | 6     | 0     | 0,00            |
| Adulta Argentina | Total         | 4         | 0         | 2          | 0          | 0       | 0       | 6     | 0     | 0,00            |
| Total carrera    | Total carrera | 4         | 0         | 2          | 0          | 0       | 0       | 6     | 0     | 0,00            |

### Resumen estadístico
| Competición           | Partidos | Goles | Promedio |
| --------------------- | -------- | ----- | -------- |
| Primera División      | 254      | 40    | 0.16     |
| Copas nacionales      | 17       | 5     | 0.29     |
| Copas internacionales | 48       | 7     | 0.15     |
| Selección adulta      | 6        | 0     | 0,00     |
| Total                 | 325      | 52    | 0.16     |

## Palmarés

### Campeonatos nacionales
| Título  | Club     | País   | Año     |
| ------- | -------- | ------ | ------- |
| Serie A | AC Milan | Italia | 1998/99 |

### Copas internacionales
| Título            | Club         | País      | Año  |
| ----------------- | ------------ | --------- | ---- |
| Copa Sudamericana | Boca Juniors | Argentina | 2004 |